# 엘프 (밴드)
엘프(Elf)는 로니 제임스 디오(Ronnie James Dio, 보컬), 도우 탈러(Doug Thaler, 기타) 미키 리 소울(Micky Lee Soule, 키보드), 게리 드리즈콜(Gary Driscoll, 드럼)이 1969년 결성한 블루스 록 밴드이다. 이름은 1960년대 중반 더 일렉트릭 엘브즈로 알려져 있다가 더 엘브즈를 거쳐 엘프로 바뀌었다.
1974년 로니 제임스 디오는 딥 퍼플의 베이시스트이자 프로듀서인 로저 글로버의 솔로 앨범, ‘The Butterfly Ball and the Grasshopper's Feast’에 참여하기도 하였으며, 그의 감정어린 목소리와 밴드는 솔로 앨범의 멤버를 찾던 리치 블랙모어의 눈길을 끌어 ‘Ritchie Blackmore's Rainbow’를 발매하기도 하였다.

## 구성원
- 로니 제임스 디오(Ronnie James Dio) - 보컬
- 도우 탈러(Doug Thaler) - 기타
- 미키 리 소울(Micky Lee Soule) - 키보드
- 게리 드리즈콜(Gary Driscoll) - 드럼
- 크레이그 그루버(Craig Gruber) - 베이스

## 디스코그라피

### 정규 앨범
- 1972 - ‘Elf’
- 1974 - ‘Carolina County Ball’
- 1975 - ‘Trying to Burn the Sun’

### 컴필레이션 앨범
- 1978 - ‘The Gargantuan’
- 1991 - ‘The Elf Albums’